# 阿拉布卡河
阿拉布卡河（烏克蘭語：Арабка），是烏克蘭東南部的河流，是莫洛奇納河的支流。該河發源自奧里希夫卡，處於扎波羅熱州的別爾江斯克區，河道全長29公里。